# Боброво (Дравський повіт)
Боброво (пол. Bobrowo) — село в Польщі, у гміні Злоценець Дравського повіту Західнопоморського воєводства.
Населення — 354 особи (2011).
У 1975-1998 роках село належало до Кошалінського воєводства.

## Демографія
Демографічна структура станом на 31 березня 2011 року:
|          | Загалом | Допрацездатний вік | Працездатний вік | Постпрацездатний вік |
| -------- | ------- | ------------------ | ---------------- | -------------------- |
| Чоловіки | 171     | 36                 | 116              | 19                   |
| Жінки    | 183     | 45                 | 102              | 36                   |
| Разом    | 354     | 81                 | 218              | 55                   |